# Milan Stencel
Milan Stencel (* 1940) ist ein luxemburgischer Tischtennistrainer mit kroatischen Wurzeln.

## Werdegang
Milan Stencel stammt aus dem ehemaligen Jugoslawien. 1965 spielte er beim Verein GSD Grafiki Zagreb, später ging er in die Niederlande zu den Vereinen Deltalloyd und Scylla. 1982 wurde er Nationaltrainer der Niederlande, später bis 1992 Nationaltrainer in Italien. Er nahm die luxemburgische Staatsbürgerschaft an. 1992 wurde er vom deutschen Bundesligaverein TTC Grenzau als Nachfolger des rumänischen Trainers Emerich Terebeschi verpflichtet. Hier arbeitete er bis 1997, ehe ihm der Verein kündigte.
Aktuell ist er Trainer beim luxemburgischen Erstligisten Dësch Tennis Nidderkäerjeng.

## Privat
Milan Stencel arbeitete in seinem Beruf als Chemie-Ingenieur mehrere Jahre lang in den Niederlanden. Er spricht mehrere Sprachen fließend, so z. B. Russisch, Deutsch, Englisch und Französisch.